# Biserka Perman
Biserka Perman (Rijeka, 16. svibnja 1955.) hrvatska je kuglačica i političarka, najuspješnija hrvatska i svjetska kuglačica.
Sveukupno prvenstvo Hrvatske osvojila je 38, a Jugoslavije 17 puta u sve tri kategorije: ekipno, u paru i pojedinačno.

## Kuglanje
Kuglanjem se bavi od 1972. godine, u KK MGK Rijeka. Nakon dvije godine odlazi u Lokomotivu, također iz Rijeke, za koju igra dvije godine. Godine 1976. prelazi u KK Rijeka, za koji nastupa do završetka karijere.
Kao juniorka nastupa na dva europska prvenstva i osvaja zlatno i brončano odličje. Prvenstvo Hrvatske osvaja osam, a Jugoslavije četiri puta (ekipno, u paru i pojedinačno).
Nastupila je na 19 svjetskih prvenstava, skupila preko 300 reprezentativnih nastupa i osvojila 23 odličja (7 zlatnih, 6 srebrnih i 10 brončanih), uz 4 svjetska rekorda. Sa svojim klubom bila je pobjednica Svjetskog pokala (1985.) i Europa pokala (1998.), uz 7 drugih i 3 treća mjesta te jednim drugim i 2 treća mjesta na NBC pokalu. Na pojedinačnom Svjetskom kupu osvojila je 2 zlatna i 3 srebrna odličja.
Proglašena je najboljom športašicom Jugoslavije 1982., a 1982., 1985. i 1992. najboljom hrvatskom športašicom. Godine 1987. dobila je Republičku nagradu fizičke kulture.
Postignuća
SP (pojedinačno):
- zlato (1): 1982.
- bronca (3): 1984., 1988. i 1992

SP (u paru sa Šteficom Krištof Markan)
- zlato (2): 1980. i 1984.
- bronca (1): 1992.

SP (ekipno)
- zlato (4): 1982., 1988., 1990. i 1992.
- bronca (5): 1994., 1998., 2000., 2002. i 2005.

### Svjetski rekordi
| Disciplina | Disciplina | Rezultat | Datum i mjesto |     |      |
| ---------- | ---------- | -------- | -------------- | --- | ---- |
| singl      | 1x100      | Rezultat | Datum i mjesto | 485 | 1992 |
| tandem     |            |          |                |     |      |
| ekipno     | 6x100      | 2679     |                |     |      |
| parovi     | 2x100      | 920      |                |     |      |

## Politika
Na Tehničkom fakultetu Sveučilišta u Rijeci pohađala je studij strojarstva.
Od 22. prosinca 2003. do 11. siječnja 2008. obnašala je dužnost zastupnice u Hrvatskom Saboru iz redova SDP-a. Bila je članica Odbora za obitelj, mladež i šport i Mandatno-imunitetnog povjerenstva.
Od 2007. do 2017. godine bila je predsjednica Hrvatskog fair play odbora pri Hrvatskom olimpijskom odboru te od 2010. do 2020. Godine predsjednica društva »Josip Broz Tito« Rijeka koje promiče Titov lik i djelo.